# Multifunction Array Radar
Multifunction Array Radar (MAR) – amerykański wielofunkcyjny radar ze skanowaniem fazowym, uważany za pierwszy tego typu radar na świecie. Opracowany pierwotnie dla systemu antybalistycznego Sentinel, po anulowaniu tego programu, stał się elementem systemu Safeguard, w którym zastąpiony został nowocześniejszym radarem Perimeter Acquisition Radar (PAR).